# Zentrum Töss
Das Zentrum Töss bildet das Quartierzentrum des Stadtteils Töss in Winterthur und ist ein typischer Vertreter des Beton-Brutalismus der 1960er-Jahre. Das Einkaufszentrum im Erdgeschoss war das Erste der Stadt Winterthur und das Dritte im Kanton. Das Gebäude und seine Umgebungsgestaltung werden vom Kanton Zürich als Denkmalschutzobjekt von regionaler Bedeutung geführt.

## Architektur
Der als typischer Vertreter des Brutalismus mit viel Sichtbeton erbaute Zentrumsbau besteht aus mehreren Baukörpern. Die Gliederung ähnelt dabei dem ein Jahr später erstellten Zentrum Römertor in Oberwinterthur.
Zuunterst befindet sich der Sockelbau mit überdeckter Marktpassage, in dem sich Ladengeschäfte befinden und der als Marktplatz gebraucht wird. Zur Kreuzung Emil-Klöti- und Zürcherstrasse gelegen befindet sich ein asphaltierter Vorplatz, der sich mit Pflanztrögen und zwei Rotbuchen zur Strassenseite hin abtrennt. Inmitten des Vorplatzes steht ein aus Beton gebauter Brunnen, der mit Froschmotiven verziert ist.
In der über eine Treppe erschlossenen ersten Etage befindet sich der erhöht gelegene «Dorfplatz», der als Begegnungszentrum dienen sollte. Er liegt zwischen dem 39 Meter hohen Wohnhochhaus, das auf elf Etagen 45 Wohnungen umfasst und dem Hotelbau mit 22 Zimmern, Festsaal, Restaurant und Sitzungszimmern. Auf der anderen Seite des Wohnhochhauses befindet sich ein Parkdeck. Ebenfalls über den Dorfplatz zugänglich ist die Quartierbibliothek.
Kunst am Bau ist mit zwei Kunstwerken von Winterthurer Künstlern vertreten, einem Aluminiumgussrelief von Robert Lienhard und einer «Spielkarten und Figuren» genannten Wandmalerei von Hans Affeltranger.

## Geschichte

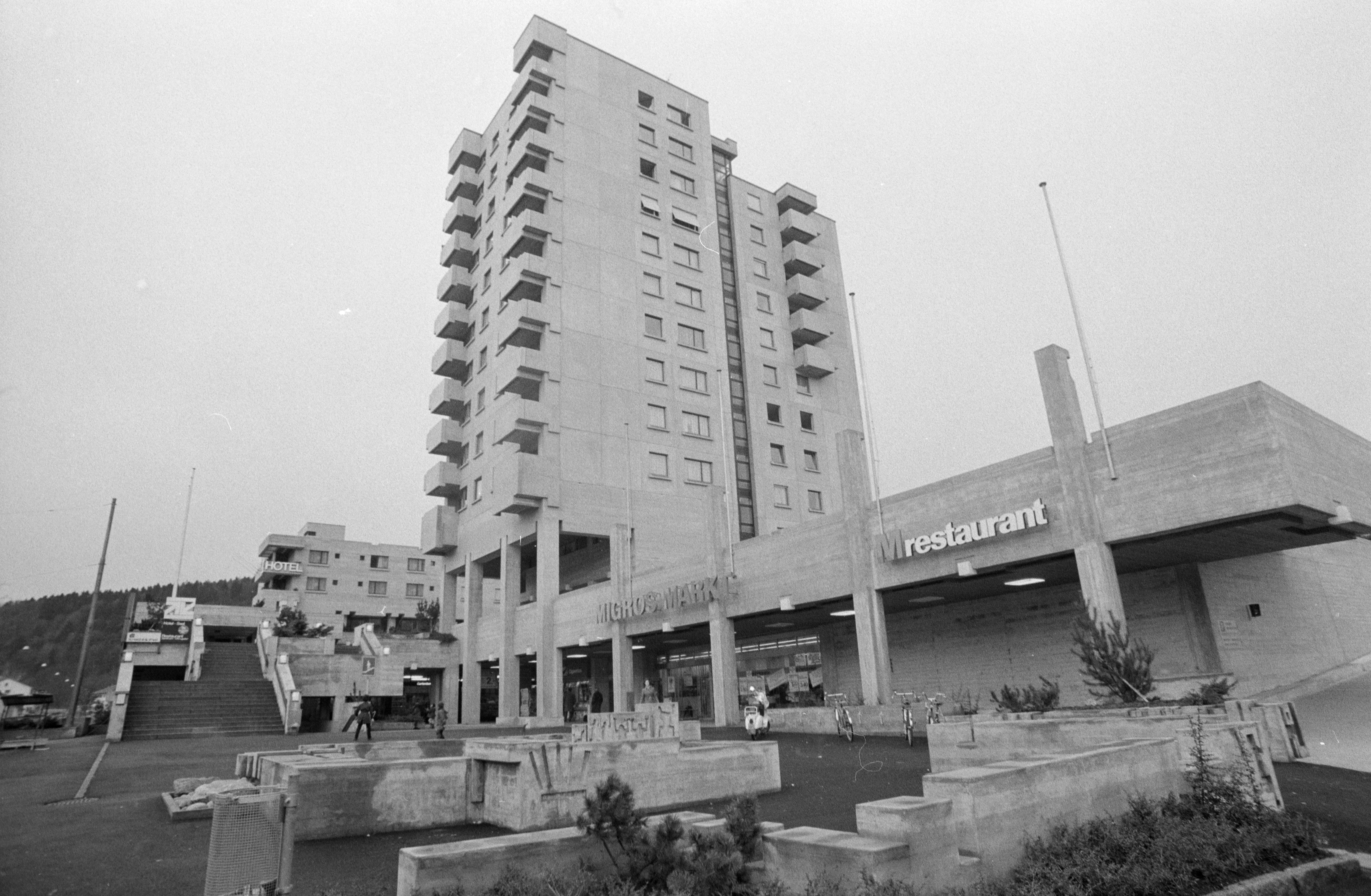
Zentrum Töss kurz nach der Eröffnung

Gebaut wurde das Zentrum Töss von der Zentrum Töss AG, einem Konsortium der Maschinenfabrik Rieter, Winterthur Versicherungen und der Stadt Winterthur. Nachdem die städtische Beteiligung vom Winterthurer Souverän 1967 gutgeheissen wurde, konnte das Einkaufszentrum Töss nach zweijähriger Bauzeit am 1. Oktober 1970 eröffnet werden. Der neue Saal im Zentrum Töss gab dem Stadtteil, nachdem der Saal des abgebrochenen Hotel Krone 1961 zur Möbelausstellung wurde, wieder einen Veranstaltungssaal zurück. Mit der Eröffnung des Zentrums erhielt der Stadtteil auch einen erhöht gelegenen «Dorfplatz», eine Kreisbibliothek, und die Post konnte in grössere Räumlichkeiten umziehen.
Bis zum überraschenden Verkauf an die Hugo Erb AG im Jahr 1988 war die Zentrum Töss AG Besitzerin des gleichnamigen Zentrums. Hugo Erb plante nach der Übernahme zunächst eine Erweiterung des Zentrums um neue Laden- und Büroräumlichkeiten sowie neue Parkplätze und einen Autolift. Auch die Bettenkapazität des Hotels hätte verdoppelt werden sollen, und das ausgebaute Zentrum hätte der Konzernleitung der Hugo Erb AG als neuer Hauptsitz dienen sollen. Da jedoch die Stadt die Bewilligung nur mit Einschränkungen erteilte und unter anderem die Erweiterung der Parkplätze aufgrund des zu erwartenden Mehrverkehrs strich, verzichtete die neue Besitzerin letztendlich auf ihre Ausbaupläne.
Mit dem Konkurs des Familienunternehmens Erb im Sommer 2003 wurde auch das Zentrum Töss Teil der Konkursmasse des zweitgrössten Firmenkonkurses der Schweiz. Die Abwicklung des Konkurses blockierte eine weitere Renovation des Zentrums ab diesem Zeitpunkt, einzig 2016 konnte in Rücksprache mit Gläubigervertretern auf Wunsch der Genossenschaft Migros Ostschweiz im Rahmen einer kleineren Renovation ein Lift eingebaut werden. Durch dieses Baugesuch wurde auch bekannt, dass der Wert des Gebäudes zu diesem Zeitpunkt von der kantonalen Gebäudeversicherung auf 44 Mio. Franken geschätzt wurde. Im September 2017 wurde die Schlosshof Immobilien AG, zu der auch das Zentrum Töss gehörte, schliesslich an ein ungenanntes Schweizer Familienunternehmen verkauft.

## Erschliessung
Gleich neben dem Zentrum Töss liegt die gleichnamige Busstation, an der die Buslinien 1 (Töss–HB–Oberwinterthur), 5 (Dättnau–HB–Technorama), 11 (HB–Steig) und 660 (HB–Brütten–Nürensdorf–Bassersdorf) von Stadtbus Winterthur halten. In 300 Meter Fussdistanz befindet sich der Bahnhof Winterthur Töss, an dem die S41 (Winterthur–Bülach) hält.
Gleich neben der Zürcherstrasse gelegen ist das Zentrum für den Autoverkehr gut erschlossen. Unweit vom Zentrum Töss befindet sich auch der Autobahnanschluss Winterthur-Töss.

## Varia
- Einzelne Szenen des im Jahr 2020 erschienenen Schweizer Spielfilms Platzspitzbaby wurden während zwei Drehtagen im Zentrum Töss sowie der angrenzenden Unterführung unter der Zürcherstrasse gedreht.[11]